# Новая Гута (Чемеровецкий район)
Новая Гута (укр. Нова Гута) — село в Чемеровецком районе Хмельницкой области Украины.
Население по переписи 2001 года составляло 161 человек. Почтовый индекс — 31640. Телефонный код — 3859. Занимает площадь 0,817 км². Код КОАТУУ — 6825287404.

## Местный совет
31640, Хмельницкая обл., Чемеровецкий р-н, с. Слободка-Смотричская, ул. Ленина, 1